# چین بینی‌لبی

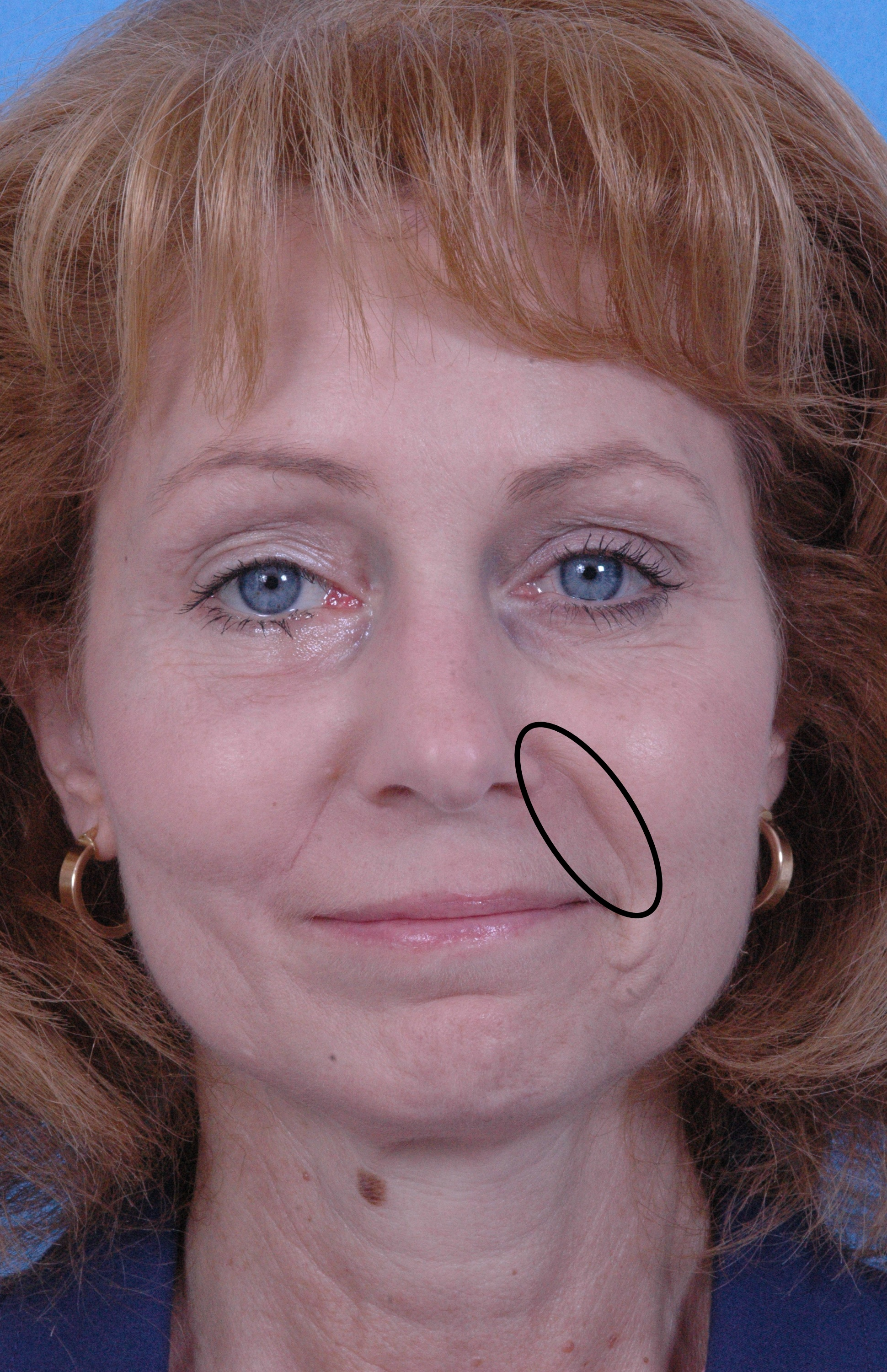
محل چینی بینی‌لبی در صورت.

چین بینی‌لبی (انگلیسی: Nasolabial fold) یا خط خنده محل جدایی لب بالا از گونه است و از سمت بیرونی پره بینی تا نزدیک گوشه دهان ادامه می‌یابد و با افزایش سن مشخص‌تر می‌گردد.
در صورت دو چین بینی‌لبی در سوی بینی وجود دارد.